# Judea Pearl
Judea Pearl (Tel Aviv, 4 de setembro de 1936) é um cientista da computação e filósofo israelense-estadunidense.
É conhecido por defender a abordagem probabilística da inteligência artificial e por desenvolver a rede bayesiana. A ele também é creditado o desenvolvimento de uma teoria de inferência causal e contrafactual, baseada em modelos estruturais. Foi laureado em 2011 com o Prêmio Turing da Association for Computing Machinery (ACM), o prêmio de maior distinção em ciência da computação, "por contribuições fundamentais para a inteligência artificial, através do desenvolvimento de um cálculo de raciocínio probabilístico e causal."
Judea Pearl é pai do jornalista Daniel Pearl, que foi sequestrado e assassinado por militantes no Paquistão ligados à Al-Qaeda e ao Fronte Internacional Islâmico em 2002, por ser estadunidense e judeu.

## Livros
- Heuristics, Addison-Wesley, 1984
- Probabilistic Reasoning in Intelligent Systems, Morgan-Kaufmann, 1988
- Causality: Models, Reasoning, and Inference. Cambridge University Press.
- I Am Jewish: Personal Reflections Inspired by the Last Words of Daniel Pearl, Jewish Lights, 2004
- Causal Inference in Statistics: A Primer, (com Madelyn Glymour and Nicholas Jewell), Wiley, 2016
- Pearl, Judea; Dana Mackenzie (2018). O Livro do Porquê